# Председник Европског савета
Председник Европског савета је особа која председава и покреће рад Европског савета (састављеног од 27 шефова држава), као и главни представник Европске уније (ЕУ) на светској сцени. Ова институција се састоји од колегијума шефова или влада држава чланица ЕУ, као и председника Европске комисије, те даје политички правац Европској унији (ЕУ).